# Шавров Іван Єгорович
Іван Єгорович Шавров (27 березня 1916, село Шабуні Вітебської губернії, тепер Вітебського району Вітебської області, Білорусь — 29 квітня 1992, місто Москва) — радянський військовий діяч, командувач військ Ленінградського військового округу, начальник Військової академії Генерального штабу, генерал армії (3.11.1973). Член ЦК КПРС у 1971—1976 роках. Депутат Верховної Ради СРСР 8-го скликання. Професор (1977).

## Життєпис
Народився в селянській родині. У 1931 році закінчив семирічну школу, переїхав до Вітебська. З 1931 по 1933 рік навчався в школі фабрично-заводського учнівства, був учнем слюсаря. З 1933 року працював слюсарем-монтажником Вітебського заводу «Комінтерн». Одночасно навчався на вечірньому робітничому факультеті.
У Червоній армії з листопада 1935 року. У 1938 році закінчив Орловське бронетанкове училище імені Фрунзе. З червня 1938 року служив командиром взводу 31-го механізованого полку Особливої Червонопрапорної Далекосхідної армії. Незабаром став командиром роти.
У вересні 1939 року був направлений на навчання до Військової академії механізації і моторизації РСЧА імені Сталіна, яку закінчив у 1941 році.
Член ВКП(б) з 1940 року.
Учасник німецько-радянської війни. З червня 1941 року служив ад'ютантом старшим (начальник штабу) танкового батальйону 63-ї танкової бригади (з серпня 1941 року — 121-ї танкової бригади), з серпня 1941 року — помічником начальника штабу бригади по розвідці, з лютого 1942 року — заступником начальника штабу з оперативної роботи, з липня 1942 року — начальником штабу 121-ї танкової бригади на Брянському, Південно-Західному і Південному фронтах.
З жовтня 1942 року — начальник оперативного відділу штабу управління командувача бронетанковими і механізованими військами Донського фронту. З лютого 1943 року — начальник оперативного відділу штабу 4-ї танкової армії. З червня 1943 року по 1945 рік — начальник штабу 19-го танкового Червонопрапорного Перекопського корпусу. У складі корпусу воював на Центральному, 4-му Українському, 1-му Прибалтійському і 2-м Прибалтійському фронтах.
З 1945 по січень 1947 року служив начальником штабу 19-ї танкової бригади в Центральній групі військ.
У грудні 1948 року закінчив Вищу військову академію Генерального штабу імені Ворошилова.
У 1949—1950 роках — начальник оперативного відділу штабу 8-ї механізованої армії Прикарпатського військового округу.
У 1950—1953 роках — начальник відділу оперативної підготовки штабу бронетанкових і механізованих військ Радянської армії.
У 1953—1956 роках — командир 9-ї гвардійської танкової дивізії.
З червня 1956 року — 1-й заступник командувача 4-ї гвардійської механізованої армії, з квітня 1957 року — 1-й заступник командувача 20-ї гвардійської армії.
З грудня 1957 по березень 1960 року служив заступником головнокомандувача — начальником управління бойової підготовки Групи радянських військ у Німеччині. Двічі закінчував Вищі академічні курси при Військовій академії Генерального штабу (1957, 1968).
У березні 1960 — жовтні 1963 року — командувач 8-ї гвардійської армії Групи радянських військ у Німеччині.
З жовтня 1963 по травень 1967 року — 1-й заступник командувача військ Прибалтійського військового округу.
У травні 1967 — лютому 1973 року — командувач військ Ленінградського військового округу.
У лютому 1973 — серпні 1978 року — начальник Військової академії Генерального штабу імені Ворошилова.
У серпні 1978 — 1984 року — представник головнокомандувача Об'єднаними збройними силами держав — учасників Варшавського договору в Національній народній армії Німецької Демократичної Республіки.
У 1984 — січні 1992 року — в Групі генеральних інспекторів Міністерства оборони СРСР.
З січня 1992 року — у відставці в Москві.
Помер 29 квітня 1992 року. Похований в Москві на Троєкуровському цвинтарі.

## Військові звання
- Старший лейтенант (1937)
- Капітан (.12.1941)
- Майор (.04.1942)
- Підполковник (1942)
- Полковник (9.09.1943)
- Генерал-майор танкових військ (31.05.1954)
- Генерал-лейтенант (25.05.1959)
- Генерал-полковник (22.02.1967)
- Генерал армії (3.11.1973)

## Нагороди
- орден Леніна (27.08.1943)
- орден Жовтневої Революції (27.12.1982)
- чотири ордени Червоного Прапора (28.06.1943, 30.12.1956, 22.02.1968, 4.05.1972)
- орден Суворова ІІ ст. (19.03.1944)
- два ордени Кутузова ІІ ст. (16.05.1944, 29.06.1945)
- орден Вітчизняної війни І ст. (11.03.1985)
- два ордени Червоної Зірки (29.04.1942, 15.11.1950)
- орден «За службу Батьківщині у Збройних Силах СРСР» ІІІ ст. (30.04.1975)
- орден Червоного Прапора (Монгольська Народна Республіка)
- медалі